# Pūndi
Pūndi (teluga: పూండి) är en ort i Indien.   Den ligger i distriktet Srīkākulam och delstaten Andhra Pradesh, i den sydöstra delen av landet, 1 300 km sydost om huvudstaden New Delhi. Pūndi ligger 37 meter över havet och antalet invånare är 4 090.
Terrängen runt Pūndi är huvudsakligen platt, men åt nordväst är den kuperad.  Närmaste större samhälle är Palāsa, 13,3 km norr om Pūndi. Trakten runt Pūndi består till största delen av jordbruksmark.